# De Hooge Boekel

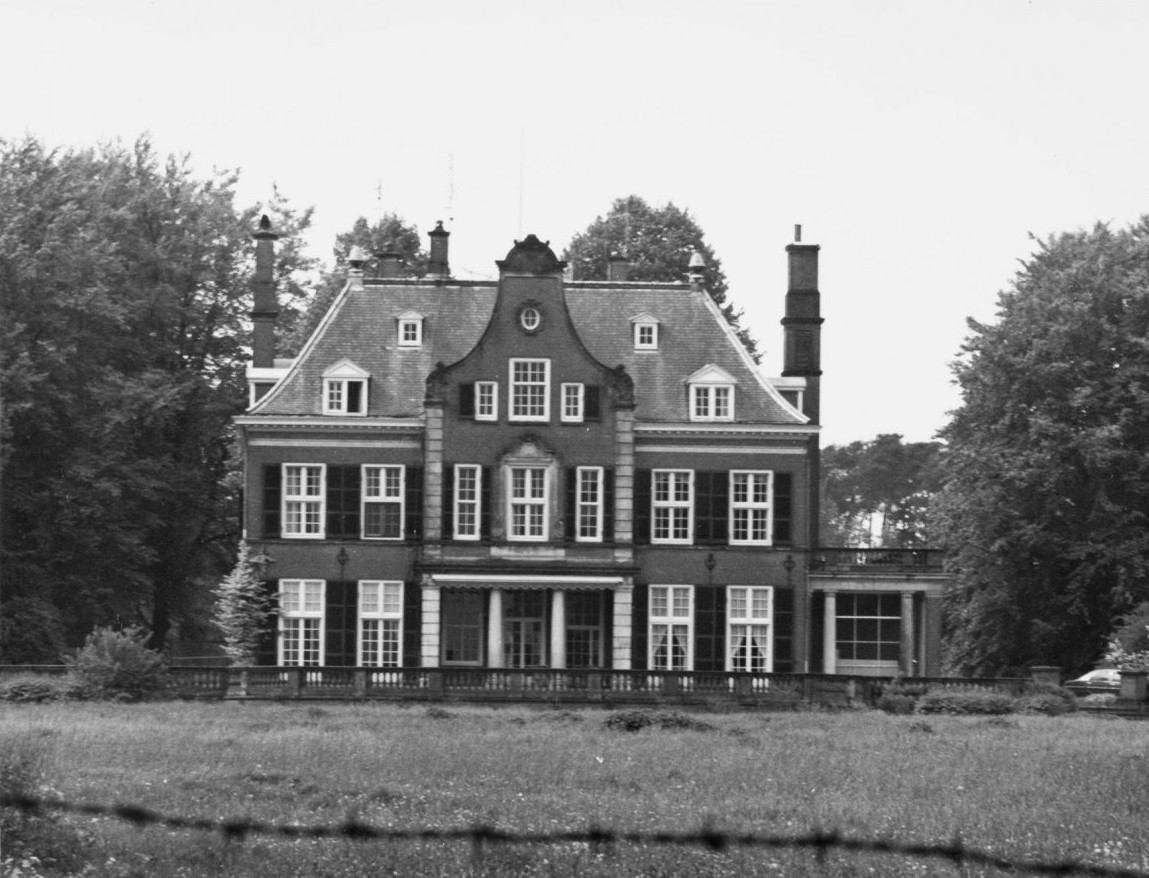
Huis "De Hooge Boekel": voorgevel

De Hooge Boekel is een landgoed met buitenplaats op de flank van een stuwwal ten noordoosten van Enschede.
Het landhuis heeft 22 kamers, 4 badkamers en is volledig onderkelderd met 10 kelders (waaronder een wijnkelder). Het is ontworpen door de broers M.A. en J. van Nieukerken. Het is gebouwd tussen 1922 en 1924 in opdracht van Herman van Heek. Het oorspronkelijke ontwerp had twee torens (evenals kasteel Weldam, Twickel en het Nijenhuis), maar die werden om economische redenen niet gerealiseerd.
In 1979 werd het landhuis door de familie Van Heek verkocht aan de Stichting Transcendente meditatie die het in 1999 verkocht aan Herman L. Kok.
Het monumentale park is vrijwillig opengesteld en gedeeltelijk toegankelijk tot de buitenste ring.